# گریت ستیپینگ
گریت ستیپینگ (به انگلیسی: Great Steeping) یک روستا و محله مدنی در بریتانیا است که در لیندسی شرقی واقع شده‌است. گریت ستیپینگ ۲۹۷ نفر جمعیت دارد.